# Уэйкфилд (тауншип, Миннесота)
Уэйкфилд (англ. Wakefield) — тауншип в округе Стернс, Миннесота, США. На 2000 год его население составило 3103 человека.

## География
По данным Бюро переписи населения США площадь тауншипа составляет 86,3 км², из которых 80,1 км² занимает суша, а 6,2 км² — вода (7,18 %).

## Демография
По данным переписи населения 2000 года здесь находились 3103 человека, 1046 домохозяйств и 875 семей.  Плотность населения —  38,7 чел./км².  На территории тауншипа расположена 1151 постройка со средней плотностью 14,4 построек на один квадратный километр. Расовый состав населения: 96,97 % белых, 0,48 % афроамериканцев, 0,10 % коренных американцев, 0,06 % азиатов, 0,03 % c Тихоокеанских островов, 1,22 % — других рас США и 1,13 % приходится на две или более других рас. Испанцы или латиноамериканцы любой расы составляли 3,42 % от популяции тауншипа.
Из 1046 домохозяйств в 43,7 % воспитывались дети до 18 лет, в 74,9 % проживали супружеские пары, в 4,7 % проживали незамужние женщины и в 16,3 % домохозяйств проживали несемейные люди. 13,1 % домохозяйств состояли из одного человека, при том 3,8 % из — одиноких пожилых людей старше 65 лет. Средний размер домохозяйства — 2,97, а семьи — 3,24 человека.
32,1 % населения — младше 18 лет, 6,0 % — в возрасте от 18 до 24 лет, 29,9 % — от 25 до 44, 23,3 % — от 45 до 64, и 8,7 % — старше 65 лет. Средний возраст — 35 лет. На каждые 100 женщин приходилось 108,5 мужчин.  На каждые 100 женщин старше 18 приходилось 106,1 мужчин.
Средний годовой доход домохозяйства составлял 56 204 доллара, а средний годовой доход семьи —  58 493 доллара. Средний доход мужчин —  38 945  долларов, в то время как у женщин — 24 583. Доход на душу населения составил 21 335 долларов. За чертой бедности находились 2,9 % семей и 4,2 % всего населения тауншипа, из которых 7,1 % младше 18 и 1,1 % старше 65 лет.